# Misdemeanor
Misdemeanor — двенадцатый студийный альбом британской рок-группы UFO, выпущенный в 1985 году.

## Об альбоме
В 1983 году после окончания тура в поддержку альбома Making Contact UFO распались. В 1984 году вокалист Фил Могг и басист Пол Грэй, который выступал с группой во время последнего тура, решают собрать новую группу. Сначала планировалось создать группу с другим названием. Вскоре к ним присоединяются барабанщик Робби Фрэнс и гитарист Томми Макклендон, известный как Атомик Томми М. В итоге музыканты решают выступать и записываться под названием UFO. Вскоре к группе присоединяется гитарист и клавишник Пол Рэймонд. Перед записью альбома уходит барабанщик Робби Фрэнс, вместо него приглашают Джима Симпсона, бывшего барабанщика Magnum. В таком составе и записан альбом. Звучание группы на альбоме меняется к популярному в 80-х стадионному року.

## Список композиций
| №                   | Название            | Автор(ы)                     | Длительность |
| ------------------- | ------------------- | ---------------------------- | ------------ |
| 1.                  | «This Time»         | Фил Могг, Пол Грэй           | 4:36         |
| 2.                  | «One Heart»         | Могг, Грэй, Томми Макклендон | 4:09         |
| 3.                  | «Night Run»         | Могг, Грэй, Макклендон       | 4:32         |
| 4.                  | «The Only Ones»     | Могг, Грэй                   | 5:15         |
| 5.                  | «Meanstreets»       | Могг, Макклендон             | 4:17         |
| 6.                  | «Name of Love»      | Могг, Макклендон             | 4:37         |
| 7.                  | «Blue»              | Могг, Грэй                   | 5:18         |
| 8.                  | «Dream the Dream»   | Могг, Пол Рэймонд            | 4:32         |
| 9.                  | «Heavens Gate»      | Могг, Макклендон             | 4:15         |
| 10.                 | «Wreckless»         | Могг, Макклендон             | 4:56         |
| Общая длительность: | Общая длительность: | Общая длительность:          | 46:27        |

| №                   | Название                        | Автор(ы)            | Длительность |
| ------------------- | ------------------------------- | ------------------- | ------------ |
| 11.                 | «The Chase» (би-сайд This Time) | Могг, Макклендон    | 3:47         |
| 12.                 | «Night Run» (Us Remix)          |                     | 4:23         |
| 13.                 | «This Time» (Us Remix)          |                     | 4:39         |
| 14.                 | «Heavens Gate» (Us Remix)       |                     | 4:17         |
| 15.                 | «Name of Love» (Us Remix)       |                     | 3:43         |
| 16.                 | «One Heart» (Us Remix)          |                     | 4:22         |
| 17.                 | «Blue» (Us Remix)               |                     | 5:09         |
| Общая длительность: | Общая длительность:             | Общая длительность: | 76:47        |

## Участники записи
- Фил Могг — вокал
- Томми «Атомик Томми М.» Макклендон — гитара
- Пол Рэймонд — гитара, клавишные
- Пол Грэй — бас-гитара
- Джим Симпсон — ударные
- Ник Таубер — продюсер

## Позиция в чартах
Альбом
| Год  | Страна         | Чарт              | Позиция |
| ---- | -------------- | ----------------- | ------- |
| 1985 | Великобритания | UK Albums Chart   | 74      |
| 1985 | США            | The Billboard 200 | 106     |

Сингл
| Год  | Страна         | Название    | Чарт             | Позиция |
| ---- | -------------- | ----------- | ---------------- | ------- |
| 1985 | Великобритания | «Night Run» | UK Singles Chart | 94      |